# WTA Kanada

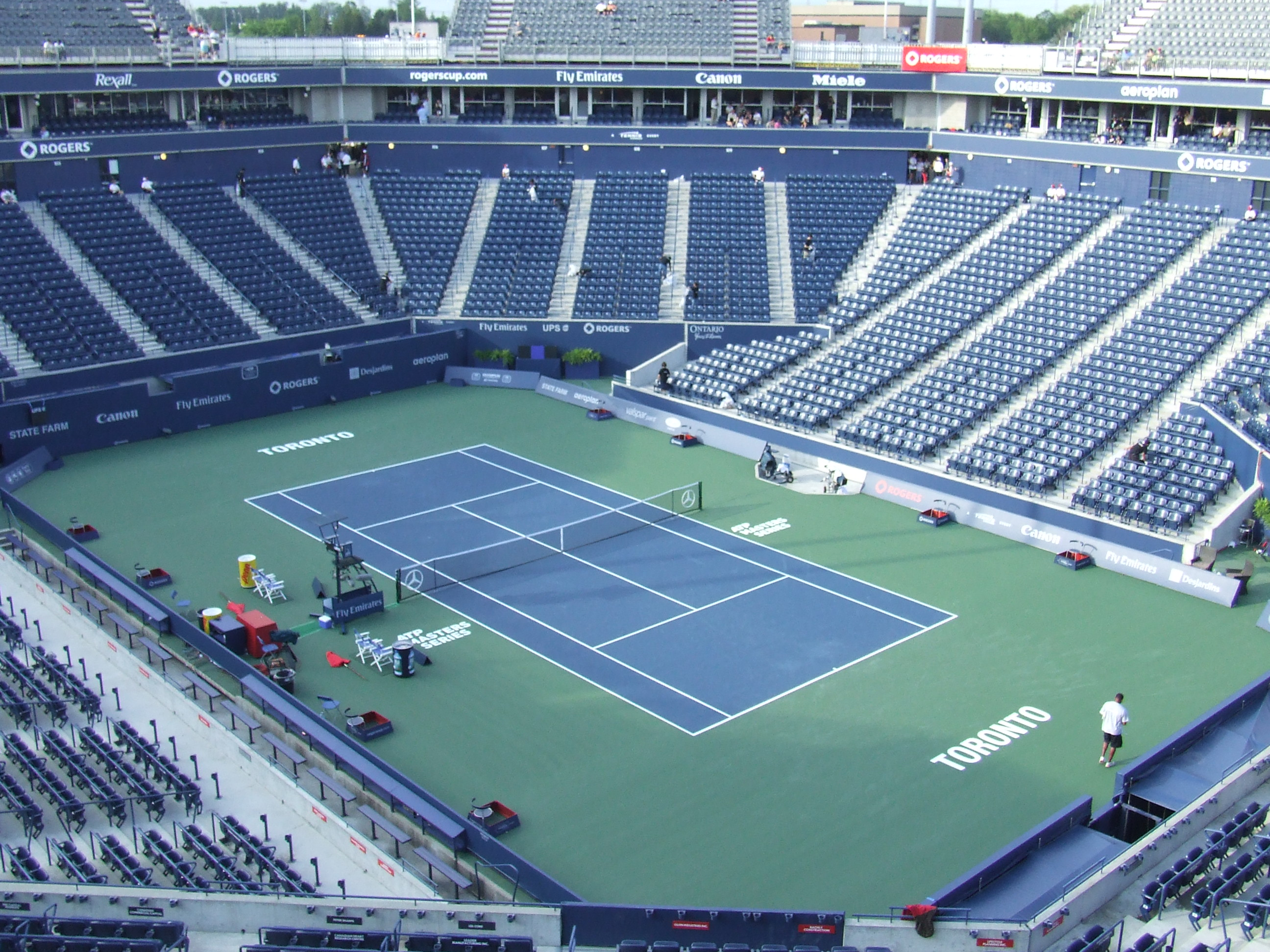
Aviva Centre York University in Toronto, Austragungsort des WTA Kanada

Das WTA Kanada (offiziell National Bank Open presented by Rogers, zuvor Rogers Cup) ist ein Damen-Tennisturnier der WTA Tour, das heute abwechselnd in Montreal und Toronto ausgetragen wird. Spielorte sind die Tennisanlagen rund um das Stade IGA in Montreal und das Aviva Centre in Toronto.
Das traditionsreiche Turnier, das 1892 erstmals ausgetragen wurde, ist Teil der US Open Series, die als Vorbereitungstour auf die US Open gilt.

## Siegerliste

### Einzel
| Jahr                                                       | Siegerin                | Finalgegnerin           | Ergebnis                |
| ---------------------------------------------------------- | ----------------------- | ----------------------- | ----------------------- |
| 1892                                                       | Maude Osborne           |                         |                         |
| 1893                                                       | Maude Osborne           |                         |                         |
| 1894                                                       | Maude Osborne           |                         |                         |
| 1895                                                       | Eustace Smith           |                         |                         |
| 1896                                                       | Juliette Atkinson       |                         |                         |
| 1897                                                       | Juliette Atkinson       |                         |                         |
| 1898                                                       | Juliette Atkinson       |                         |                         |
| 1899                                                       | Violet Summerhayes      |                         |                         |
| 1900                                                       | Violet Summerhayes      | Burgess                 |                         |
| 1901                                                       | Violet Summerhayes      | Burgess                 | 6:3, 2:6, 6:0, 0:6, 8:6 |
| 1902                                                       | Violet Summerhayes      |                         |                         |
| 1903                                                       | Violet Summerhayes      |                         |                         |
| 1904                                                       | Violet Summerhayes      |                         |                         |
| 1905 wurde kein Einzel ausgetragen                         |                         |                         |                         |
| 1906                                                       | Lois Moyes Bickle       |                         |                         |
| 1907                                                       | Lois Moyes Bickle       |                         |                         |
| 1908                                                       | Lois Moyes Bickle       |                         |                         |
| 1909                                                       | May Sutton              |                         |                         |
| 1910                                                       | Lois Moyes Bickle       |                         |                         |
| 1911                                                       | Florence Sutton         |                         |                         |
| 1912                                                       | Mary Brown              |                         |                         |
| 1913                                                       | Lois Moyes Bickle       |                         |                         |
| 1914                                                       | Lois Moyes Bickle       |                         |                         |
| 1915–1918 wurde kein Einzel ausgetragen                    |                         |                         |                         |
| 1919                                                       | Marion Zinderstein      |                         |                         |
| 1920                                                       | Lois Moyes Bickle       |                         |                         |
| 1921                                                       | Lois Moyes Bickle       |                         |                         |
| 1922                                                       | Lois Moyes Bickle       |                         |                         |
| 1923                                                       | Florence Best           |                         |                         |
| 1924                                                       | Lois Moyes Bickle       |                         |                         |
| 1925                                                       | M. Leeming              |                         | 7:5, 6:4                |
| 1926                                                       | M. Leeming              |                         |                         |
| 1927                                                       | Caroline Swartz         |                         |                         |
| 1928                                                       | Midge Gladman           |                         |                         |
| 1929                                                       | Olive Wade              | Ruth Riese              | 6:0, 1:6, 6:1           |
| 1930                                                       | Olive Wade              |                         |                         |
| 1931                                                       | Edith Cross             | Marjory Leeming         | 6:2, 6:2                |
| 1932                                                       | Olive Wade              | Marjory Leeming         | 4:6, 6:4, 6:1           |
| 1933                                                       | Gracyn Wheeler          | Mary Campbell           | 4:6, 6:1, 6:3           |
| 1934                                                       | Caroline Deacon         | Eleanor Young           | 7:5, 6:3                |
| 1935                                                       | Margaret Osborne duPont | Raegener                | 7:5, 6:3                |
| 1936                                                       | Esther Bartosh          | Jean Milne              | 6:1, 3:6, 6:1           |
| 1937                                                       | Evelyn M. Dearman       | Mary Hardwick           | kampflos                |
| 1938                                                       | Rene Bolte              | Lila Porter             | 6:4, 6:4                |
| 1939                                                       | Evelyn M. Dearman       |                         |                         |
| 1940                                                       | Eleanor Young           | Jean Milne              | 7:5, 7:5                |
| 1941–1945 fand das Turnier nicht statt (Zweiter Weltkrieg) |                         |                         |                         |
| 1946                                                       | Baba Lewis              | Noreen Haney            | 6:1, 6:3                |
| 1947                                                       | Gracyn Wheeler Kelleher | Eleanor Young           | 6:0, 3:6, 6:0           |
| 1948                                                       | Patricia Macken         | Elaine Fildes           | 2:6, 8:6, 6:2           |
| 1949                                                       | Baba Lewis              | Patricia Macken         | 6:0, 6:1                |
| 1950                                                       | Doris Popple            | Doris Popple            | 8:6, 6:8, 7:5           |
| 1951                                                       | Lucille Davidson        | P. Lowe                 | 8:6, 6:1                |
| 1952                                                       | Melita Ramirez          | Lucille Davidson        | 6:4, 6:3                |
| 1953                                                       | Melita Ramirez          | Thelma Coyne Long       | 6:1, 6:3                |
| 1954                                                       | Karol Fageros           | Ethel Norton            | 3:6, 7:5, 6:4           |
| 1955                                                       | Hanna Sladek            | Louise Brown            | 8:6, 6:0                |
| 1956                                                       | Jean Laird              | Linda Vail              | 4:6, 7:5, 8:6           |
| 1957                                                       | Louise Brown            | S. Boeck                | 6:4, 6:3                |
| 1958                                                       | Eleanor Dodge           | Barbara Browning        | 6:3, 6:4                |
| 1959                                                       | Mary Martin             | Martha Hernández        | 6:1, 6:2                |
| 1960                                                       | Donna Ford              | Ann Barclay             | 7:5, 6:2                |
| 1961                                                       | Ann Hayden              | Ann Barclay             | 6:6, 6:0                |
| 1962                                                       | Ann Barclay             | Louise Brown            | 6:3, 6:4                |
| 1963                                                       | Ann Barclay             | Louise Brown            | 6:0, 6:1                |
| 1964                                                       | Benita Senn             | Louise Brown            | 6:4, 6:4                |
| 1965                                                       | Julie Heldman           | Faye Urban              | 6:3, 8:6                |
| 1966                                                       | Rita Bentley            | Susan Butt              | 6:3, 6:3                |
| 1967                                                       | Kathy Harter            | Rita Bentley            | 6:1, 5:7, 7:5           |
| 1968                                                       | Jane Bartkowicz         | Faye Urban              | 6:3, 6:3                |
| 1969                                                       | Faye Urban              | Vicky Berner            | 6:2, 6:0                |
| 1970                                                       | Margaret Court          | Rosie Casals            | 6:8, 6:4, 6:4           |
| 1971                                                       | Françoise Dürr          | Evonne Goolagong        | 6:4, 6:2                |
| 1972                                                       | Evonne Goolagong        | Virginia Wade           | 6:3, 6:1                |
| 1973                                                       | Evonne Goolagong        | Helga Masthoff          | 7:6, 6:4                |
| 1974                                                       | Chris Evert             | Julie Heldman           | 6:0, 6:3                |
| 1975                                                       | Marcie Louie            | Laura duPont            | 6.1, 4:6, 6:4           |
| 1976                                                       | Mima Jaušovec           | Lesley Hunt             | 6:2, 6:0                |
| 1977                                                       | Regina Maršíková        | Marise Kruger           | 6:4, 4:6, 6:2           |
| 1978                                                       | Regina Maršíková        | Virginia Ruzici         | 7:5, 6:7, 6:2           |
| 1979                                                       | Laura duPont            | Brigette Cuypers        | 6:4, 6:7, 6:1           |
| 1980                                                       | Chris Evert-Lloyd       | Virginia Ruzici         | 6:3, 6:1                |
| 1981                                                       | Tracy Austin            | Chris Evert-Lloyd       | 6:1, 6:4                |
| 1982                                                       | Martina Navratilova     | Andrea Jaeger           | 6:3, 7:5                |
| 1983                                                       | Martina Navratilova     | Chris Evert-Lloyd       | 6:4, 4:6, 6:1           |
| 1984                                                       | Chris Evert-Lloyd       | Alycia Moulton          | 6:2, 7:6                |
| 1985                                                       | Chris Evert-Lloyd       | Claudia Kohde-Kilsch    | 6:2, 6:4                |
| 1986                                                       | Helena Suková           | Pam Shriver             | 6:2, 7:5                |
| 1987                                                       | Pam Shriver             | Zina Garrison           | 6:4, 6:1                |
| ↓ Kategorie: Tier II ↓                                     |                         |                         |                         |
| 1988                                                       | Gabriela Sabatini       | Natallja Swerawa        | 6:1, 6:2                |
| 1989                                                       | Martina Navratilova     | Arantxa Sánchez Vicario | 6:2, 6:2                |
| ↓ Kategorie: Tier I ↓                                      |                         |                         |                         |
| 1990                                                       | Steffi Graf             | Katerina Maleewa        | 6:1, 6:7, 6:3           |
| 1991                                                       | Jennifer Capriati       | Katerina Maleewa        | 6:2, 6:3                |
| 1992                                                       | Arantxa Sánchez Vicario | Monica Seles            | 6:3, 4:6, 6:4           |
| 1993                                                       | Steffi Graf             | Jennifer Capriati       | 6:1, 0:6, 6:3           |
| 1994                                                       | Arantxa Sánchez Vicario | Steffi Graf             | 7:5, 1:6, 7:6           |
| 1995                                                       | Monica Seles            | Amanda Coetzer          | 6:0, 6:1                |
| 1996                                                       | Monica Seles            | Arantxa Sánchez Vicario | 6:1, 7:6                |
| 1997                                                       | Monica Seles            | Anke Huber              | 6:2, 6:4                |
| 1998                                                       | Monica Seles            | Arantxa Sánchez Vicario | 6:3, 6:2                |
| 1999                                                       | Martina Hingis          | Monica Seles            | 6:4, 6:4                |
| 2000                                                       | Martina Hingis          | Serena Williams         | 0:6, 6:3, 3:0 Aufgabe   |
| 2001                                                       | Serena Williams         | Jennifer Capriati       | 6:1, 6:7, 6:3           |
| 2002                                                       | Amélie Mauresmo         | Jennifer Capriati       | 6:4, 6:1                |
| 2003                                                       | Justine Henin           | Lina Krasnoruzkaja      | 6:1, 6:0                |
| 2004                                                       | Amélie Mauresmo         | Jelena Lichowzewa       | 6:1, 6:0                |
| 2005                                                       | Kim Clijsters           | Justine Henin           | 7:5, 6:1                |
| 2006                                                       | Ana Ivanović            | Martina Hingis          | 6:2, 6:3                |
| 2007                                                       | Justine Henin           | Jelena Janković         | 7:63, 7:5               |
| 2008                                                       | Dinara Safina           | Dominika Cibulková      | 6:2, 6:1                |
| ↓ Kategorie: Premier 5 ↓                                   |                         |                         |                         |
| 2009                                                       | Jelena Dementjewa       | Marija Scharapowa       | 6:4, 6:3                |
| 2010                                                       | Caroline Wozniacki      | Wera Swonarjowa         | 6:3, 6:2                |
| 2011                                                       | Serena Williams         | Sam Stosur              | 6:4, 6:2                |
| 2012                                                       | Petra Kvitová           | Li Na                   | 7:5, 2:6, 6:3           |
| 2013                                                       | Serena Williams         | Sorana Cîrstea          | 6:2, 6:0                |
| 2014                                                       | Agnieszka Radwańska     | Venus Williams          | 6:4, 6:2                |
| 2015                                                       | Belinda Bencic          | Simona Halep            | 7:65, 6:74, 3:0 Aufgabe |
| 2016                                                       | Simona Halep            | Madison Keys            | 7:6, 6:3                |
| 2017                                                       | Elina Switolina         | Caroline Wozniacki      | 6:4, 6:0                |
| 2018                                                       | Simona Halep            | Sloane Stephens         | 7:66, 3:6, 6:4          |
| 2019                                                       | Bianca Andreescu        | Serena Williams         | 3:1 Aufgabe             |
| 2020 aufgrund der Covid-19-Pandemie ausgefallen            |                         |                         |                         |
| ↓ Kategorie: WTA 1000 ↓                                    |                         |                         |                         |
| 2021                                                       | Camila Giorgi           | Karolína Plíšková       | 6:3, 7:5                |
| 2022                                                       | Simona Halep            | Beatriz Haddad Maia     | 6:3, 2:6, 6:3           |
| 2023                                                       | Jessica Pegula          | Ljudmila Samsonowa      | 6:1, 6:0                |
| 2024                                                       | Jessica Pegula          | Amanda Anisimova        | 6:3, 2:6, 6:1           |

### Doppel
| Jahr                                                       | Siegerinnen                                        | Finalgegnerinnen                         | Ergebnis          |
| ---------------------------------------------------------- | -------------------------------------------------- | ---------------------------------------- | ----------------- |
| 1910                                                       | Louise Moyes Florence Best                         |                                          |                   |
| 1911–1912 wurde kein Doppel ausgetragen                    |                                                    |                                          |                   |
| 1913                                                       | Louise Moyes Florence Best                         |                                          |                   |
| 1914–1918 wurde kein Doppel ausgetragen                    |                                                    |                                          |                   |
| 1919                                                       | Louise Moyes Florence Best                         |                                          |                   |
| 1920                                                       | Louise Moyes Florence Best                         |                                          |                   |
| 1921                                                       | Louise Moyes Florence Best                         |                                          |                   |
| 1922                                                       | Louise Moyes Florence Best                         |                                          |                   |
| 1923                                                       | Louise Moyes Florence Best                         |                                          |                   |
| 1924                                                       | Louise Moyes Florence Best                         |                                          |                   |
| 1925                                                       | Marjory Leeming A. Tatlow                          |                                          |                   |
| 1926                                                       | Mme Bourque L. Fraser                              |                                          |                   |
| 1927                                                       | Caroline Swartz Edith Cross                        |                                          |                   |
| 1928                                                       | A.H. Chaplin Marjorie Gladman                      |                                          |                   |
| 1929                                                       | O.E. Gray Olive Wade                               |                                          |                   |
| 1930                                                       | Marjory Leeming H. Leeming                         |                                          |                   |
| 1931                                                       | Edith Cross D. Perow                               |                                          |                   |
| 1932                                                       | Marjory Leeming K.J. Salmond                       |                                          |                   |
| 1933                                                       | H.V. Wilson Mary Campbell                          |                                          |                   |
| 1934                                                       | Caroline Deacon Eleanor Young                      |                                          |                   |
| 1935                                                       | C. Rose M. Laird                                   |                                          |                   |
| 1936                                                       | Edith Cross Jean Milne                             |                                          |                   |
| 1937                                                       | Evelyn Dearman Jeri Ingram                         | Mary Hardwick Margot Lumb                | 6:1, 7:5          |
| 1938                                                       | Mrs. Frank Fisher W. Walson Jr.                    |                                          |                   |
| 1939                                                       | Elizabeth Blackman L. Blackman                     |                                          |                   |
| 1940                                                       | Eleanor Young Jean Milne                           |                                          |                   |
| 1941–1945 fand das Turnier nicht statt (Zweiter Weltkrieg) |                                                    |                                          |                   |
| 1946                                                       | Baba Lewis Noreen Haney                            | E. Nicholls Doris Ell                    | 6:2, 6:0          |
| 1947                                                       | Gracyn Wheeler June Crow                           | Arvilla McGuire G. Greenlee              | 5:7, 9:7, 6:2     |
| 1948                                                       | Mrs. Frank Fisher Mary Green                       | Ann Freedhoff P. Lowe                    | 6:4, 10:8         |
| 1949                                                       | Baba Lewis Edith A. Sullivan                       | Patricia Macken Elaine Fildes            | 6:2, 6:2          |
| 1950                                                       | Isabel Troccole Carol Liguori                      | Patricia Macken Elaine Fildes            | 2:6, 8:6, 6:1     |
| 1951                                                       | Lucille Davidson Doris Popple                      | M. Hernando Joan Johnson                 | 7:5, 6:3          |
| 1952                                                       | Doris Ell Melita Ramirez                           | Lucille Davidson Doris Popple            | 6:4, 6:3          |
| 1953                                                       | Thelma Coyne Long Melita Ramirez                   | L. Keenan Hilde Doleschell               | 6:1, 6:2          |
| 1954                                                       | Karol Fageros Ethel Norton                         | Louise Brown D. Hurst                    | 6:4, 6:1          |
| 1955                                                       | C. Dowman Ann Barclay                              | Hanna Sladek T. Helie                    | 7:5, 2:6, 6:4     |
| 1956                                                       | June Lee Pat Miller                                | Jean Laird Linda Vail                    | 6:3, 7:5          |
| 1957                                                       | Louise Brown Hilde Doleschell                      | Susan Butt A. Bagge Vierra               | 3:6, 6:1, 9:7     |
| 1958                                                       | Barbara Browning Pam Davis                         | Louise Brown Hilde Doleschell            | 6:8, 6:3, 7:5     |
| 1959                                                       | Dorothy Head Mary Martin                           |                                          |                   |
| 1960                                                       | Donna Floyd Fales Belmar Gunderson                 |                                          | 7:5, ?            |
| 1961                                                       | M. Bundy Eleanor Dodge                             | Ann Haydon-Jones Benita Senn             | 6:4, 5:7, 6:3     |
| 1962                                                       | Ann Barclay Louise Brown                           |                                          |                   |
| 1963                                                       | Susan Butt Vicky Berner                            | Ann Barclay Louise Brown                 | 6:3, 7:5          |
| 1964                                                       | Alice Tym Hedy Rutzebeck                           | Louise Brown Benita Senn                 | 6:4, 8:6          |
| 1965                                                       | Vicky Berner Faye Urban                            | Julie Heldman Benita Senn                | 6:8, 6:4, 6:1     |
| 1966                                                       | Vicky Berner Faye Urban                            | Rita Bentley Jean Mary Wilson            | 6:4, 6:1          |
| 1967                                                       | Vicky Berner Faye Urban                            |                                          | 6:3, 6:3          |
| 1968                                                       | Vicky Berner Faye Urban                            |                                          |                   |
| 1969                                                       | Brenda Nunns Faye Urban                            | Jane O’Hara Wood                         | 6:1, 6:1          |
| 1970                                                       | Margaret Court Rosie Casals                        | Evonne Goolagong Pat Walkden             | 6:0, 6:1          |
| 1971                                                       | Rosie Casals Françoise Dürr                        | Lesley Bowrey Evonne Goolagong           | 6:3, 6:2          |
| 1972                                                       | Margaret Court Evonne Goolagong                    | Brenda Kirk Pat Walkden                  | 3:6, 6:3, 7:5     |
| 1973                                                       | Evonne Goolagong Peggy Michel                      | Helga Masthoff Martina Navrátilová       | 6:3, 6:2          |
| 1974                                                       | Gail Sherriff Julie Heldman                        | Chris Evert Jeanne Evert                 | 6:3, 6:4          |
| 1975                                                       | Julie Anthony Margaret Court                       | JoAnne Russell Jane Stratton             | 6:2, 6:4          |
| 1976                                                       | Cynthia Seiler Janet Newberry                      |                                          | kampflos          |
| 1977                                                       | Delina Ann Boshoff Ilana Kloss                     | Rosie Casals Evonne Goolagong            | 6:2, 6:3          |
| 1978                                                       | Regina Maršíková Pam Teeguarden                    | Chris O’Neil Paula Smith                 | 7:5, 6:7, 6:2     |
| 1979                                                       | Lea Antonoplis Diane Evers                         | Chris O’Neil Mimi Wikstedt               | 2:6, 6:1, 6:3     |
| 1980                                                       | Andrea Jaeger Regina Maršíková                     | Ann Kiyomura Betsy Nagelsen              | 6:1, 6:3          |
| 1981                                                       | Martina Navratilova Pam Shriver                    | Candy Reynolds Anne Smith                | 7:6, 7:6          |
| 1982                                                       | Martina Navratilova Candy Reynolds                 | Barbara Potter Sharon Walsh              | 6:4, 6:4          |
| 1983                                                       | Anne Hobbs Andrea Jaeger                           | Rosalyn Fairbank Candy Reynolds          | 6:4, 5:7, 7:5     |
| 1984                                                       | Kathy Jordan Elizabeth Smylie                      | Claudia Kohde-Kilsch Hana Mandlíková     | 6:1, 6:2          |
| 1985                                                       | Gigi Fernández Martina Navratilova                 | Marcella Mesker Pascale Paradis          | 6:4, 6:0          |
| 1986                                                       | Zina Garrison Gabriela Sabatini                    | Pam Shriver Helena Suková                | 7:6, 5:7, 6:4     |
| 1987                                                       | Zina Garrison Lori McNeil                          | Claudia Kohde-Kilsch Helena Suková       | 6:1, 6:2          |
| ↓ Kategorie: Tier II ↓                                     |                                                    |                                          |                   |
| 1988                                                       | Jana Novotná Helena Suková                         | Zina Garrison Pam Shriver                | 7:6, 7:6          |
| 1989                                                       | Gigi Fernández Robin White                         | Martina Navratilova Laryssa Sawtschenko  | 6:1, 7:5          |
| ↓ Kategorie: Tier I ↓                                      |                                                    |                                          |                   |
| 1990                                                       | Betsy Nagelsen Gabriela Sabatini                   | Helen Kelesi Raffaella Reggi             | 3:6, 6:2, 6:2     |
| 1991                                                       | Laryssa Sawtschenko Natallja Swerawa               | Claudia Kohde-Kilsch Helena Suková       | 1:6, 7:5, 6:2     |
| 1992                                                       | Lori McNeil Rennae Stubbs                          | Gigi Fernández Natallja Swerawa          | 3:6, 7:5, 7:5     |
| 1993                                                       | Larisa Neiland Jana Novotná                        | Arantxa Sánchez Vicario Helena Suková    | 6:1, 6:2          |
| 1994                                                       | Meredith McGrath Arantxa Sánchez Vicario           | Pam Shriver Elizabeth Smylie             | 2:6, 6:2, 6:4     |
| 1995                                                       | Gabriela Sabatini Brenda Schultz                   | Martina Hingis Iva Majoli                | 4:6, 6:0, 6:3     |
| 1996                                                       | Larisa Neiland Arantxa Sánchez Vicario             | Mary Joe Fernández Helena Suková         | 7:6, 6:1          |
| 1997                                                       | Yayuk Basuki Caroline Vis                          | Nicole Arendt Manon Bollegraf            | 3:6, 7:5, 6:4     |
| 1998                                                       | Martina Hingis Jana Novotná                        | Yayuk Basuki Caroline Vis                | 6:3, 6:4          |
| 1999                                                       | Jana Novotná Mary Pierce                           | Larisa Neiland Arantxa Sánchez Vicario   | 6:3, 2:6, 6:3     |
| 2000                                                       | Martina Hingis Nathalie Tauziat                    | Julie Halard-Decugis Ai Sugiyama         | kampflos          |
| 2001                                                       | Kimberly Po-Messerli Nicole Pratt                  | Tina Križan Katarina Srebotnik           | 6:2, 6:4          |
| 2002                                                       | Virginia Ruano Pascual Paola Suárez                | Rika Fujiwara Ai Sugiyama                | 6:3, 6:2          |
| 2003                                                       | Swetlana Kusnezowa Martina Navratilova             | Maria Vento-Kabchi Angelique Widjaja     | 6:4, 1:6, 6:3     |
| 2004                                                       | Shinobu Asagoe Ai Sugiyama                         | Liezel Huber Tamarine Tanasugarn         | 7:6, 6:2          |
| 2005                                                       | Anna-Lena Grönefeld Martina Navratilova            | Conchita Martínez Virginia Ruano Pascual | 5:7, 6:3, 6:4     |
| 2006                                                       | Nadja Petrowa Martina Navratilova                  | Cara Black Anna-Lena Grönefeld           | 6:1, 6:2          |
| 2007                                                       | Katarina Srebotnik Ai Sugiyama                     | Cara Black Liezel Huber                  | 6:4, 2:6, [10:5]  |
| 2008                                                       | Cara Black Liezel Huber                            | Flavia Pennetta Marija Kirilenko         | 6:1, 6:1          |
| ↓ Kategorie: Premier 5 ↓                                   |                                                    |                                          |                   |
| 2009                                                       | Nuria Llagostera Vives María José Martínez Sánchez | Samantha Stosur Rennae Stubbs            | 2:6, 7:5, [11:9]  |
| 2010                                                       | Gisela Dulko Flavia Pennetta                       | Květa Peschke Katarina Srebotnik         | 7:5, 3:6, [12:10] |
| 2011                                                       | Liezel Huber Lisa Raymond                          | Wiktoryja Asaranka Marija Kirilenko      | kampflos          |
| 2012                                                       | Klaudia Jans-Ignacik Kristina Mladenovic           | Nadja Petrowa Katarina Srebotnik         | 7:5, 2:6, [10:7]  |
| 2013                                                       | Jelena Janković Katarina Srebotnik                 | Anna-Lena Grönefeld Květa Peschke        | 5:7, 6:2, [10:6]  |
| 2014                                                       | Sara Errani Roberta Vinci                          | Cara Black Sania Mirza                   | 7:64, 6:3         |
| 2015                                                       | Bethanie Mattek-Sands Lucie Šafářová               | Caroline Garcia Katarina Srebotnik       | 6:1, 6:2          |
| 2016                                                       | Jekaterina Makarowa Jelena Wesnina                 | Simona Halep Monica Niculescu            | 6:3, 7:65         |
| 2017                                                       | Jekaterina Makarowa Jelena Wesnina                 | Anna-Lena Grönefeld Květa Peschke        | 6:0, 6:4          |
| 2018                                                       | Ashleigh Barty Demi Schuurs                        | Latisha Chan Jekaterina Makarowa         | 4:6, 6:3, [10:8]  |
| 2019                                                       | Barbora Krejčíková Kateřina Siniaková              | Anna-Lena Grönefeld Demi Schuurs         | 7:5, 6:0          |
| 2020 aufgrund der Covid-19-Pandemie ausgefallen            |                                                    |                                          |                   |
| ↓ Kategorie: WTA 1000 ↓                                    |                                                    |                                          |                   |
| 2021                                                       | Gabriela Dabrowski Luisa Stefani                   | Darija Jurak Andreja Klepač              | 6:3, 6:4          |
| 2022                                                       | Coco Gauff Jessica Pegula                          | Nicole Melichar-Martinez Ellen Perez     | 6:4, 6:75, [10:5] |
| 2023                                                       | Shūko Aoyama Ena Shibahara                         | Desirae Krawczyk Demi Schuurs            | 6:4, 4:6, [13:11] |
| 2024                                                       | Caroline Dolehide Desirae Krawczyk                 | Gabriela Dabrowski Erin Routliffe        | 7:62, 3:6, [10:7] |